# Leïla Hagondokoff
Leïla Hagondokoff ou Gali Hagondokoff (Le Gras du Luart, comtesse Ladislas), née le 6 février 1898 à Saint-Pétersbourg (Russie) et morte le 21 janvier 1985 à Neuilly-sur-Seine (France), est une personnalité ayant servi à la Légion étrangère et ayant reçu les décorations de commandeur de la Légion d'honneur et de grand officier de l'ordre national du Mérite.

## Nom
Son nom de naissance en tcherkesse est Elmeskhan Hagundokue (kabarde : Эльмесхъан Хьэгъундокъуэ), russifié en Elmeskhan Hagundokova (russe : Эльмесхан Хагундокова). De la forme russe dérive la forme française Hagondokoff (transcription selon les usages de l’époque). Elle porte tour à tour les prénoms de Gali puis après sa naturalisation, d'Irène et enfin de Leïla.

## Biographie

### Ses débuts d'infirmière
Issue d'une famille princière tcherkesse de la Circassie, son père, le général Konstantin Hagondokoff (ru) (1871-1958) est gouverneur militaire et commandant en chef des forces impériales en Extrême-Orient, Ataman des Cosaques du fleuve Amour.
En 1917, elle est infirmière bénévole à bord des trains militaires russes, puis à l’hôpital militaire de Circassie à 19 ans. Elle épouse le capitaine Nikolaï Petrovitch Bagenoff, capitaine de la Garde impériale, grièvement blessé. Le ménage s’installe en Chine, en raison de l’exil de l’époux et de la révolution russe. Elle divorce en 1922 et quitte la Chine avec son fils.
Rejoignant les États-Unis puis la France, elle devient mannequin chez Chanel et reprend la maison de couture Paul Poiret. En 1934, elle épouse le comte Ladislas du Luart, un passionné d'automobile qui l'encourage à passer son permis.

### Son innovation médicale dans les guerres
Pendant la guerre d'Espagne, elle conçoit, crée, finance, mais surtout anime et dirige une antenne chirurgicale mobile afin de porter assistance aux blessés. Cette antenne est constituée de médecins et chirurgiens militaires, aidés d’infirmières. Avec une quarantaine de véhicules aménagés qui permettent une grande rapidité de mise en place, elle participe à la bataille de France de mai à juin 1940, la campagne de Tunisie de 1943, la campagne d’Italie auprès du maréchal Juin, puis avec le maréchal de Lattre de Tassigny et la 1re Armée qu’elle suit jusqu’en Autriche. Ses installations de tentes-hôpital sont d'importants centres opératoires équipés qui permettent de réaliser des transfusions sanguines, de la pénicilline, de la chirurgie et un accompagnement psychologique, soit un équipement de soins alors non égalé dans le monde qui participera à sauver des milliers de vies.
Elle participe de la même manière aux conflits de la Seconde Guerre mondiale en première ligne, au plus proche des blessés. Elle intervient notamment lors de l'épidémie de typhus en Algérie en prenant les chantiers de la voie ferrée Méditerranée-Niger.
En novembre 1943, près de Rabat au Maroc, la comtesse Ladislas du Luart accepte, à la demande du lieutenant-colonel Miquel, de devenir la marraine du 1er REC. Ses actions militaires lui valent plusieurs citations et l’honorariat du 1er REC dans lequel elle est nommée légionnaire d’honneur de 1re classe, le 11 novembre 1943, brigadier d’honneur, le 1er janvier 1944 et brigadier-chef d’honneur, le 25 décembre 1944. Le soir de Noël 1943, elle offre aux légionnaires du 1er REC, rassemblés dans la clairière de la Mamora, leur premier cadeau de Noël.
Plus tard, elle crée un centre militaire de détente au camp de Chenoua pour les légionnaires et soldats du 2e corps d’armée qui séjournent à Alger. Depuis le retour en France du 1er REC en 1967, elle honore de sa présence tous les grands moments de la vie du régiment : Noël, Saint-Georges, Camerone, passations de commandement. Commandeur de la Légion d’honneur, grand officier de l’ordre national du Mérite, elle totalise six citations, dont trois à l’ordre de l’armée.
Elle décède le 21 janvier 1985 à l’hôpital américain de Neuilly.

## Honneurs

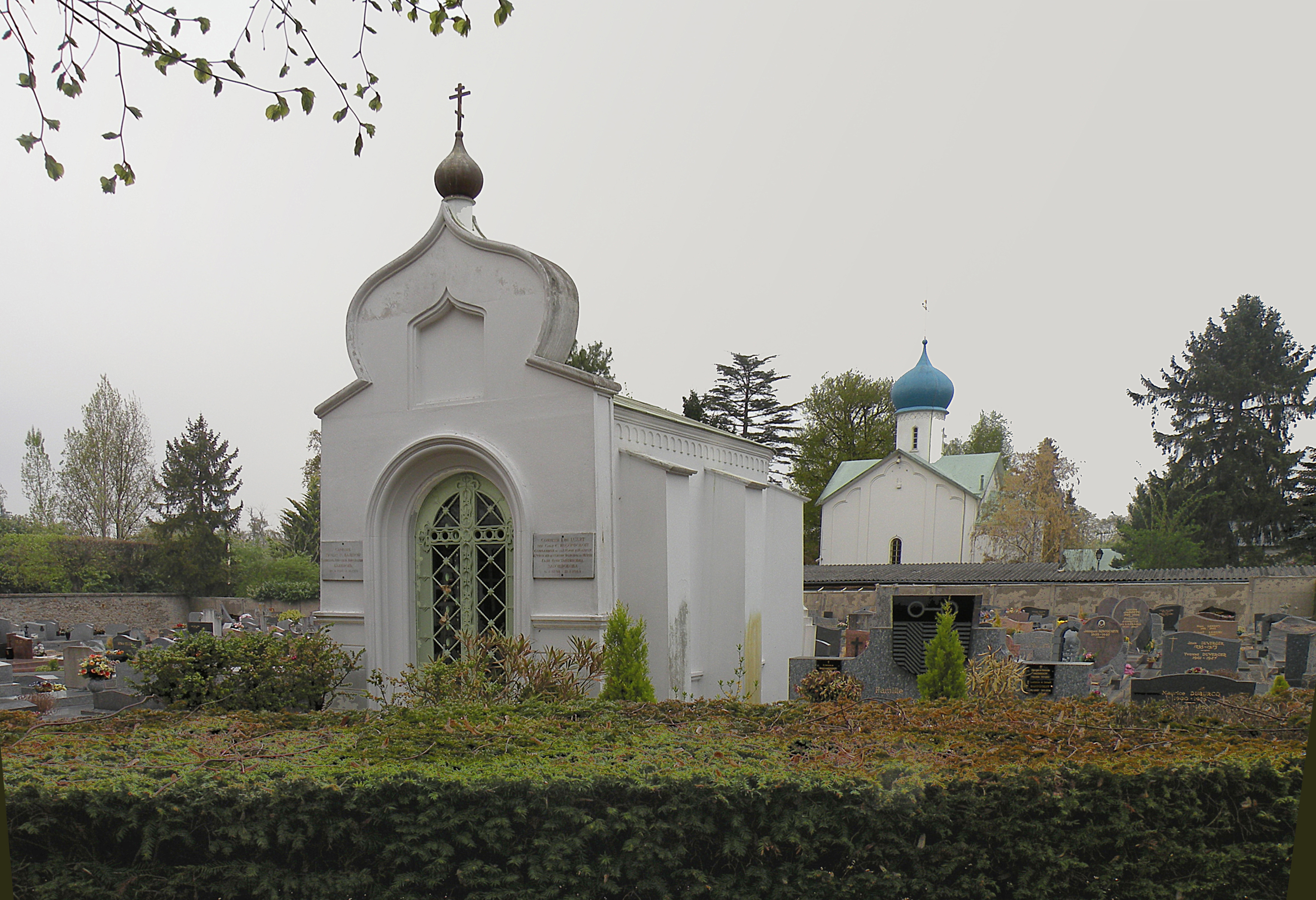
Chapelle du cimetière de Sainte-Geneviève-des-Bois dans laquelle repose la comtesse du Luart.

Les honneurs militaires sont rendus à sa dépouille, les obsèques se déroulent en l'église Saint-Louis-des-Invalides, puis elle est inhumée dans une chapelle du cimetière russe de Sainte-Geneviève-des-Bois. Une stèle à sa mémoire est inaugurée le 21 janvier 1989, au sein du quartier Labouche, à Orange.
Le 4 décembre 2001, le colonel Yakovleff, chef de corps du 1er régiment étranger de cavalerie, inaugure au sein du quartier Labouche, la nouvelle salle de souvenirs des brigadiers-chefs, dédiée à la comtesse du Luart.